# Zerstörergeschwader 26
Zerstörergeschwader 26 (ZG 26) "Horst Wessel" foi uma asa de caças pesados da Luftwaffe durante a Segunda Guerra Mundial. 
Foi formada a partir da Jagdgeschwader 134.

## Comandantes
- Kurt Bertram von Döring, 1 de Maio de 1939 - 14 de Dezembro de 1939[1]
- Joachim-Friedrich Huth, 14 de Dezembro de 1939 - 1 de Novembro de 1940[1]
- Johann Schalk, 1 de Novembro de 1940 - 29 de Setembro de 1941[1]
- Karl Boehm-Tettelbach, Outubro de 1943 - Junho de 1944[1]
- Johann Kogler, Junho de 1944 - Julho de 1944[1]